# 샤론 로런스
샤론 로런스(Sharon Lawrence, 1961년 6월 29일 ~ )는 미국의 배우이다.

## 출연 작품

### 드라마
- 위기의 주부들